# Cine silente colombiano
El cine silente colombiano fue un período en la historia del cine en Colombia. Se trata de una época iniciada en el año de 1922 con el primer largometraje colombiano, María, y finalizada con la película Garras de oro, la última película muda que se realizó en dicho país. Durante este período se realizaron varias películas que hoy se consideran oro; entre este material se encuentran los largometrajes Bajo el cielo antioqueño, Alma provinciana, El amor, el deber y el crimen, Manizales City, entre otros. La Fundación patrimonio fílmico colombiano se ha encargado de recolectar, restaurar y preservar todo este material audiovisual de la época pionera del cine colombiano.

## Películas del cine silente colombiano
La siguiente es una lista completa de largometrajes mudos que la Fundación Patrimonio Fílmico Colombiano se ha encargado de recolectar, restaurar, preservar y comercializar a todo el público que desee adquirirlos:
| Año  | Título                        | Director                                   | Notas                                |
| ---- | ----------------------------- | ------------------------------------------ | ------------------------------------ |
| 1922 | María                         | Máximo Calvo                               | Fragmento de 45 segundos de duración |
| 1924 | Aura o las violetas           | Pedro Moreno Garzón y Vincenzo Di Domenico | Fragmento de 16 minutos de duración  |
| 1924 | La tragedia del silencio      | Arturo Acevedo Vallarino                   | Fragmentos                           |
| 1924 | Como los muertos              | Pedro Moreno Garzón y Vincenzo Di Domenico | Fragmentos                           |
| 1924 | Madre                         | Samuel Velásquez                           | Fragmentos                           |
| 1925 | Bajo el cielo antioqueño      | Arturo Acevedo Vallarino                   | Película completa                    |
| 1925 | Manizales City                | Félix R. Restrepo                          | Película completa                    |
| 1926 | Alma provinciana              | Félix Joaquín Rodríguez                    | Película completa                    |
| 1926 | El amor, el deber y el crimen | Pedro Moreno Garzón y Vincenzo Di Domenico | Fragmentos                           |
| 1926 | Garras de oro                 | P.P. Jambrina                              | Película completa                    |

## Cine silente colombiano en DVD
La Fundación, en su arduo trabajo, logró sacar adelante el proyecto del DVD llamado Colección Cine Silente Colombiano, en el cual se encuentra todo el material que poseen, tales como largometrajes, fragmentos de películas perdidas, documentales, crónicas y reportajes acerca de las producciones de la época.